# Melanie Leupolz
Melanie Leupolz (Wangen im Allgäu, 14 april 1994) is een Duits voetballer die als middenvelder speelt.
Zij speelde tot 2010 bij het vrouwenelftal van SC Freiburg. In 2014 stapte zij over naar FC Bayern München, waarmee ze in 2015 en 2016 de Duitse landskampioen werd. Ook op Europees niveau won zij het hoogst haalbare: in 2013 werd het Duitse nationale vrouwenelftal, waar Leupolz sinds dat jaar deel van uitmaakt, eerste op het Europese kampioenschap. Zowel in 2011 (brons) als in 2013 (goud) werd Leupolz onderscheiden met een Fritz Walter-medaille. Leupolz maakte deel uit van de nationale ploeg, die onder leiding van bondscoach Silvia Neid de gouden medaille won bij de Olympische Spelen in Rio de Janeiro.

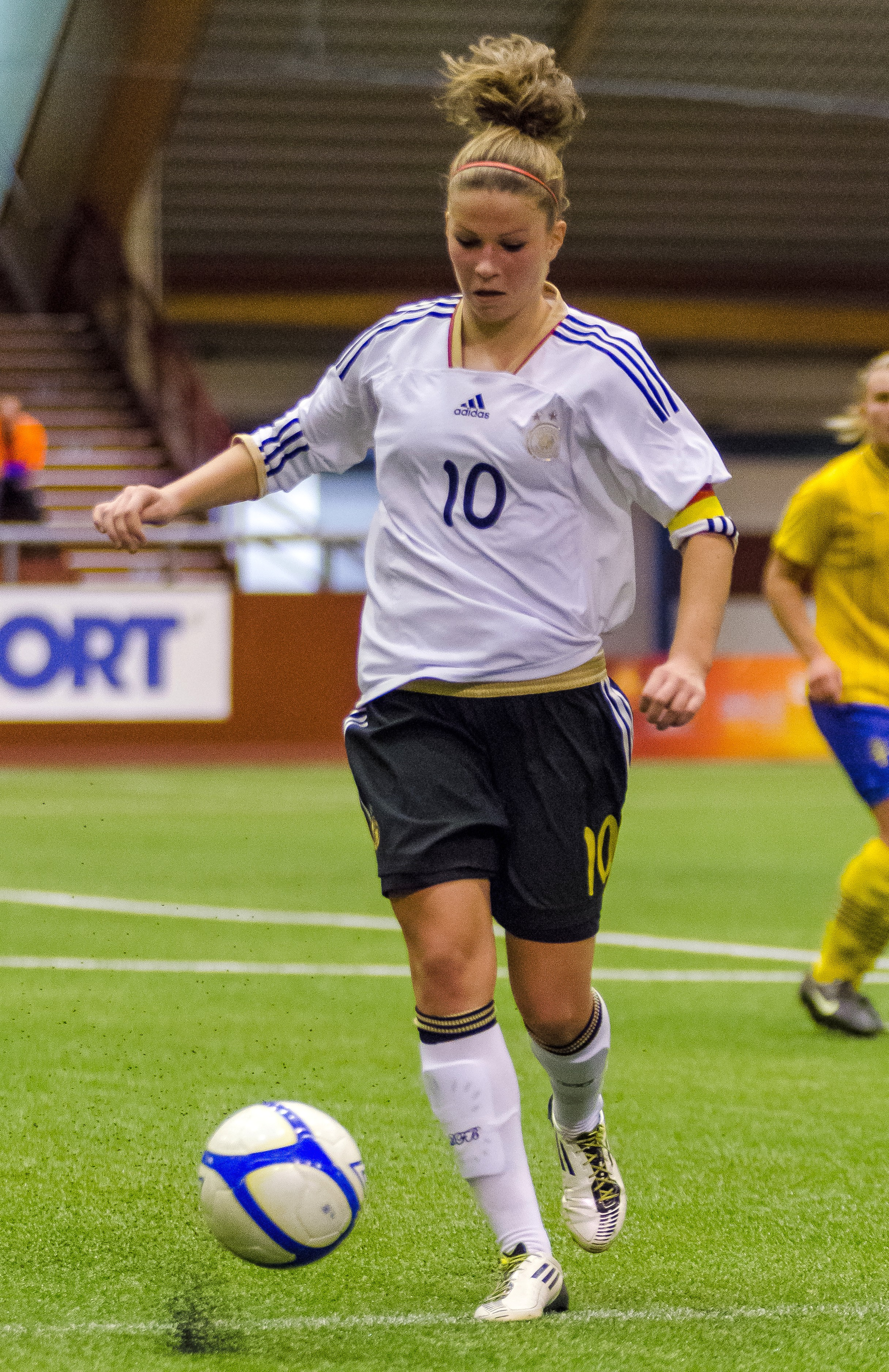
Melanie Leupolz in 2012, tijdens een wedstrijd tegen Zweden